# Rafael Reyes Uribe
Rafael Reyes Uribe (Quito, 1948) es un empresario y político ecuatoriano.

## Trayectoria
Inició su vida política como consejero provincial de Pichincha, durante la prefectura de Fabián Alarcón. También fue concejal municipal de Quito.
Para las elecciones seccionales de 1996 se presentó como candidato a la prefectura de Pichincha por el Frente Radical Alfarista y dio una sorpresa electoral al derrotar al socialcristiano Marcelo Dotti, que era ampliamente favorecido en las encuestas. Su principal propuesta de campaña fue la implementación de un plan masivo de vivienda popular a precios bajos.
En 1997 el presidente Fabián Alarcón, también militante del Frente Radical Alfarista, aprobó un desembolso de 27 millones de dólares para el plan de vivienda prometido por Reyes. Sin embargo, para 1999 sólo se habían construido alrededor de 780 casas del total de 5.000 prometidas, lo que generó un examen por parte de la Contraloría General del Estado en que se detectaron irregularidades. Las comisiones Anticorrupción y de Fiscalización del Congreso Nacional también hallaron irregularidades en el uso de los recursos.
A finales de 2002 Reyes fue acusado de peculado y se emitió una orden de captura en su contra por supuesto enriquecimiento ilícito cometido durante su administración. Un informe de la Contraloría en que se lo vinculaba señaló el robo de obras de arte e instrumentos musicales y el uso de vehículos oficiales para uso particular. También se detectaron casos de piponazgo en que empleados pagados por la prefectura trabajaban en la hacienda particular de Reyes. Reyes fugó a Colombia y obtuvo el estado de refugiado antes de ser apresado.